# TNAレスリング
TNAレスリング（Total Nonstop Action Wrestling、トータル・ノンストップ・アクション・レスリング）は、アメリカ合衆国のプロレス団体。運営はアンセム・レスリング・エキシビジョンズ（Anthem Wrestling Exhibitions）。

## 特徴
多くのインディー団体が収入不足で倒産していく中で経費の最小化で収入を確保する戦略を取っている。それは興行の開催場所の固定と安定した放映収入、選手の契約形態に反映されている。ほとんどの選手は専属契約を結んでいないため、他団体に選手が参戦したり、海外の他団体と交流も行っている。
初期の試合会場はナッシュビルにあるTNA Asylumであったが現在はユニバーサル・スタジオ・フロリダで全番組の収録を行っている。また、初期は各地を転戦していなかったが人気の拡大と共に「House Show」も開催している。
設立当初は「反WWE」を掲げ、WWEからの選手の引き抜きや退団した選手の受け入れを積極的に行っていたが、現在は対応を大きく変更し、パートナー契約を結ぶ等協調路線を採っている。

## 歴史

### NWA-TNA
2002年5月10日、ジェリー・ジャレットとジェフ・ジャレットの親子がNWAと業務提携を結んでNWA-TNA（NWA : Total Nonstop Action）を設立。運営企業はJスポーツ&エンターテイメント（J Sports & Entertainment）。6月19日、ナッシュビルで旗揚げ戦を開催。同年、運営企業名をTNAエンターテイメント（TNA Entertainment）に変更。10月、資金難で早々に経営危機に直面したため、ジェリーはテキサス州にあるエネルギー関連企業「パンダ・エナジー」に持株を売却して融資を仰ぎ、CEOのカーターファミリーにオーナーシップを譲渡。

### TNA
2004年、団体名をTNA（Total Nonstop Action Wrestling）に改称。
2005年10月、「RAW」を放送していたSpike TVが「TNA iMPACT!」の放送を開始。
2006年1月、日本のFIGHTING TV サムライで放送が開始された。3月17日、デトロイトで初の「House Show」を開催。9月25日、WWEを退団したカート・アングルとの契約を発表。この移籍劇は電撃的であり、契約締結を事前に知っていたのはTNA中枢のごくわずかの人物だけだったとされる（他のTNAスタッフは発表当日＝「TNA iMPACT!」の収録15分前にようやく知らされた）。
2007年5月13日、NWAとの業務提携解消を発表。
2009年10月27日、ニューヨークで記者会見を行ってハルク・ホーガン、エリック・ビショフとの契約を発表。
2010年1月4日、3時間生放送スペシャル番組を決行。その日はWWEの放送時間と重なっていたため、一夜限りの「Monday Night Wars」が復活。また、その放送にはリック・フレアー、ホーガン、スコット・ホール、ケビン・ナッシュ、Xパック、ビショフ、さらにWWEを退団したジェフ・ハーディーも登場。
2011年5月20日、「TNA iMPACT!」の番組名を「iMPACT! WRESTLING」に変更。12月、ジャレットがアジアでのマーケット拡大を目的としてインドにリング・カ・キング（Ring Ka King）を設立。11月、OVWとの業務提携を発表。
2012年、「TNA殿堂」を制定。
2013年1月19日、日本の日テレG+で「"衝撃"アメリカンプロレスTNA」という名称で放送が開始された。7月30日、日本のWRESTLE-1との業務提携を発表。

### インパクト・レスリング
2017年1月4日、カナダのテレビ放送会社であるアンセム・スポーツ&エンターテイメントがTNAの株式85％を取得して子会社化。運営企業名をインパクト・ベンチャーズ（Impact Ventures）を経てアンセム・レスリング・エキシビジョンズ（Anthem Wrestling Exhibitions）に変更。2月7日、日本のプロレスリング・ノアとの業務提携を発表。2月28日、団体名をインパクト・レスリング（Impact Wrestling）に改称。また、「TNA殿堂」の名称を「インパクト殿堂」に変更。4月18日、メキシコのAAAとの業務提携を発表。4月20日、GFWとの合併、ジャレットのCCO就任を発表。

### GFW
7月2日、団体名をGFW（Global Force Wrestling）に改称。9月5日、ジャレットの無期限休職を発表。

### インパクト・レスリング
10月23日、GFWとの合併解消、ジャレットのCCO辞任を発表。また、団体名をインパクト・レスリングに戻した。
2022年12月16日、DAZNとのパートナーシップ契約を発表。オーストリア、ドイツ、イタリア、スイスを除く全世界に配信されることになった。

### TNA
2024年1月1日、団体名をTNAに戻した。また、「iMPACT! WRESTLING」の番組名を「TNA iMPACT!」、「インパクト殿堂」の名称を「TNA殿堂」に戻した。1月、WWEとの業務提携を発表。

## 日本との関係
主な日本人参戦選手は2002年に大森隆男、2003年にNOSAWA、MAZADA、2004年に鈴木健想、宮本和志、2005年に獣神サンダー・ライガー、2006年に棚橋弘至、2007年にタイガーマスク（4代目）などがいる。2007年から2010年に雷陣明（キヨシ）、2010年から2011年にオカダ・カズチカ（オケイト）が武者修行のために遠征している。2009年から2010年に浜田文子（ハマダ）、2014年から2015年に真田聖也（サナダ、ザ・グレート・サナダ）が所属している。
2007年から2012年まで新日本プロレスと業務提携を結んでいた。2013年からWRESTLE-1と業務提携を結び、選手の相互派遣の実施、合同興行を開催したり、メキシコのAAA、ヨーロッパのASWも含めて4団体で興行の持ち回り開催、統一王座の創設構想もあったが、2017年からプロレスリング・ノアと業務提携を結んだため、WRESTLE-1との業務提携は解消されて興行の持ち回り開催、統一王座の創設構想は挫折している。ノアに関しても互いに選手を派遣して双方の王座に挑戦するなどしていたが、2021年から新日本と交流が行われているため、ノアとの業務提携は解消された模様。

## PPV

### 現在
- Slammiversary
- Bound for Glory

### 過去
- Genesis
- Lockdown
- Against All Odds
- Victory Road
- Sacrifice
- Destination X
- Hard Justice
- No Surrender
- Turning Point
- Final Resolution

## One Night Only

### 2013年
- X-Travaganza
- Joker's Wild
- Hardcore Justice
- 10 Reunion
- Knockouts Knockdown
- Tournament of Champions
- World Cup

### 2014年
- Tag Team Tournament
- Hardcore Justice
- #OldSchool
- Joker's Wild
- Global Impact Japan
- X-Travaganza
- World Cup
- Knockouts Knockdown
- Victory Road

### 2015年
- Turning Point
- Rivals
- Joker's Wild
- Hardcore Justice
- X-Travaganza
- Knockouts Knockdown
- World Cup
- Gut Check
- The TNA Classic
- Global Impact

### 2016年
- One Night Only Live
- Rivals
- Joker's Wild
- Knockouts Knockdown
- Victory Road
- World Cup
- X-Travaganza
- September
- Against All Odds
- December

### 2017年
- One Night Only Live
- Joker's Wild
- Rivals
- Victory Road
- Turning Point
- No Surrender
- GFW Amped Anthology

## 王座について
設立当初は独自のヘビー級王座とタッグ王座を創設せず、歴史と知名度があるNWAと業務提携を結び、NWA世界ヘビー級王座とNWA世界タッグ王座を管理していた。これにより、NWAを利用して知名度を一気に向上させていった。
2002年6月19日、TNA Xディヴィジョン王座を創設。クルーザー級王座と見られがちだが厳密な体重規定というものはない。そのスタイルはプロレスの近未来形と言われて世界中から注目を集めており、メジャー団体化の切り札と言われていた。
2007年5月13日、NWAとの業務提携解消により、NWA世界ヘビー級王座とNWA世界タッグ王座の剥奪が決定。5月15日、TNA世界ヘビー級王座とTNA世界タッグ王座を創設。

## タイトルホルダー
| タイトル                      | 保持者                                              | 歴代    |
| ----------------------------- | --------------------------------------------------- | ------- |
| TNA世界王座                   | トリック・ウィリアムズ                              | 第61代  |
| TNAノックアウト世界王座       | マーシャ・スラモビッチ                              | 第65代  |
| TNA世界タッグ王座             | ニック・ネメス ライアン・ネメス                     | 第73代  |
| TNAノックアウト世界タッグ王座 | アッシュ・バイ・エレガンス ヘザー・バイ・エレガンス | 第26代  |
| TNA Xディヴィジョン王座       | ムース                                              | 第107代 |
| TNAインターナショナル王座     | スティーブ・マクリン                                | 初代    |